# Zwaanstraat
Zwaanstraat is een buurt en straat in het stadsdeel Strijp in het westen van de stad Eindhoven, in de Nederlandse provincie Noord-Brabant. Op 1 januari 2023 telde de buurt 1.365 inwoners, verdeeld over 491 woningen, met een gemiddelde WOZ-waarde van € 588.000, op een oppervlakte van 0,52 km². 

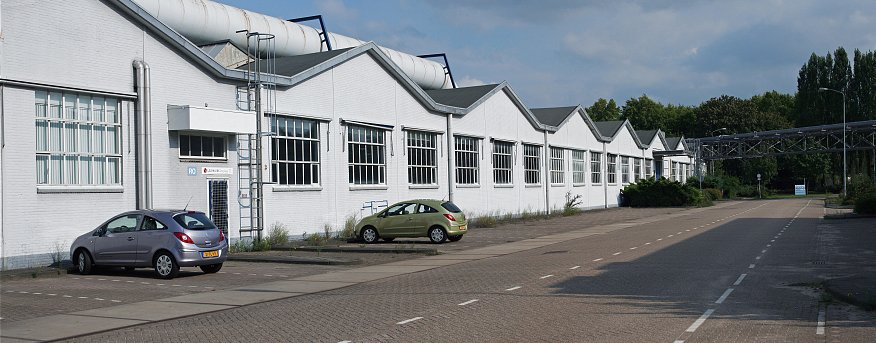

De buurt Zwaanstraat bestond uit twee industrieterreinen en is vernoemd naar de weg die de buurt doorklieft. Aan de westkant ligt het oude Complex R van Philips, beter bekend Strijp-R of Strijp-III, en aan de oostkant ligt Philips Complex T, ook bekend als Strijp-T, Strijp-II of De Beuk.
Strijp R is een voormalig industrieterrein van Philips, het derde dat het elektronicaconcern ontwikkelde in het stadsdeel Strijp in Eindhoven. Na de S en de T was de R van S-T-R-ijp aan de beurt. De activiteiten op Strijp R hebben bijna altijd en volledig in dienst van de productie van beeldbuizen gestaan. Het terrein en de bebouwing stammen uit de periode dat Frits Philips de scepter zwaaide, de jaren 60 van de 20e eeuw. In 2007 is door DiederenDirrix architecten in samenwerking met Buro Lubbers gestart met het maken van plannen voor de herontwikkeling van het gehele terrein Strijp R (18 hectare). In 2009 werd het Stedenbouwkundig Plan en het Beeldkwaliteitplan vastgesteld. Hierin werd onder meer het behoud vastgelegd van het garage- en portiersgebouw RF en het gebouw RK. In 2013 zijn de eerste nieuwbouwwoningen gebouwd.
Na voltooiing van de nieuwe woonwijk Strijp-R met circa 650 woningen, heeft ontwikkelaar Amvest de Van Abbepenning ontvangen voor hun leidende rol bij de herontwikkeling van het voormalige Philipsterrein. De Henri van Abbestichting reikte op 8 november 2024 de Van Abbepenning uit in aanwezigheid van het supervisieteam (o.l.v. Bert Dirrix) en beide projectleiders van het ontwerpteam (Marian de Vries en Remco Mulder). Met deze bronzen penning eert de stichting iedere twee jaar een persoon of groep mensen die zich ingespannen heeft voor de bescherming en instandhouding van cultuurhistorisch erfgoed in Eindhoven. De stichting prijst de stedenbouwkundige opzet van het totale plan: “Door de herontwikkeling is dit gebied meer dan voorheen onderdeel geworden van de stad. De hoge architectonische kwaliteit van de nieuwbouw is afgestemd op de bestaande en gehandhaafde historische bebouwing. De kleurstelling zorgt voor eenheid, de inrichting van het openbaar gebied is van hoge kwaliteit.”
Strijp T, oftewel De Beuk, is gebouwd in de jaren 40 en 50 van de 20e eeuw en blijft een bedrijventerrein conform de eisen zoals omschreven zijn in het bestemmingsplan "Bedrijventerrein Zwaanstraat - Strijp T 2006".